# Joseph Moffet
 Joseph Moffet (né le 28 août 1852 à Saint-Nicolas et mort le 21 décembre 1932 à Chambly), surnommé par les Algonquins Malakisis, est un religieux catholique canadien membre des Oblats de Marie-Immaculée. Il est considéré comme étant le « père du Témiscamingue ».

## Biographie
Joseph Moffet est né en 1852.
Entré au noviciat des Oblats de Marie-Immaculée en 1870, il s'établit en 1872 à la mission Saint-Claude, près du Fort Témiscamingue. Il constate alors que la terre autour de la mission est peu fertile.
À partir de 1874, il défriche et exploite une terre à la baie Kelly, afin d'alimenter la mission. Il y construit sa maison en 1881, et d'autres bâtiments les années suivantes. D'autres pionniers le suivront car à cet endroit est fondé, en 1886,  Ville-Marie.
|  |

Avec le père Charles-Alfred-Marie Paradis, il explore la région du Témiscamingue afin de déterminer les endroits propices à la colonisation. Il demeure dans la région jusqu'en 1929.
Étant devenu sénile, il est accueilli au juniorat de Chambly où il meurt en 1932.

## Hommage
La municipalité de Moffet, au Témiscamingue, a été nommée en son honneur. Le lac Malakisis doit son nom au surnom que les Algonquins lui donnent, Malakisis, qui signifie « comme le soleil », du fait de son habitude de toujours se lever avant le soleil.